# Crawley Town Football Club
Il Crawley Town Football Club, meglio noto come Crawley Town, è una società calcistica inglese con sede nella città di Crawley.
Milita in Football League Two, quarta serie del campionato inglese di calcio.

## Storia
Da sempre militante nelle serie minori, si è distinta nella stagione 2010-2011 con la promozione in League Two in seguito alla vittoria del titolo in National League, il più alto gradino del calcio dilettantistico inglese, con il record di punti (105) e la striscia di imbattibilità più lunga, durata ben trenta gare. È andata molto avanti in FA Cup. Dopo aver superato agevolmente i due turni di qualificazione (battendo nell'ordine Newport 1-0 e Guiseley 5-0), si trova di fronte il ben più quotato Swindon Town, allora militante in League One: il sorteggio determina che si giocherà a Broadfield, ove il Crawley impone il pari (1-1) rimontando con il gol di Tubbs il vantaggio ospite. Ben Smith eroe della serata per la tripletta realizzata (il gol decisivo al 118'). Al terzo turno è la volta di affrontare una squadra di Championship, il Derby County viene battuto 2-1 a Broadfield: nei primi minuti Kuipers para un rigore a Commons, McAllister porta in vantaggio il Crawley, ma il Derby pareggia col gol di Colin Addison. Ma al primo minuto di recupero l'argentino Sergio Torres infila di piatto il portiere ospite Bywater. Al quarto turno il Crawley gioca contro il Torquay United, squadra di League Two. Il Crawley passa in vantaggio con un gol di Matt Tubbs dopo mezz'ora, ma poi lo stesso Tubbs e McAllister falliscono due penalty nella ripresa.
Il Crawley, contro il Manchester United, passa in svantaggio con un gol di Wes Brown. La partita finisce 1-0.
La stagione 2011-2012 inizia con i migliori auspici, grazie ad un mercato che porta giocatori di qualità agli ordini di Evans; Tyrone Barnett, bomber di categorie superiori, che si affianca a giovani interessanti come il difensore centrale Charlie Wassmer e il mediano Hope Akpan. Le eliminazioni in Carling Cup e nel Johnstone's Paint Trophy tuttavia avvengono prematuramente, ad opera rispettivamente del Crystal Palace e del Southend. Alla fine arriva terzo e viene promosso in League One.
Il 23 agosto 2022, mentre milita in League Two, il Crawley ottiene l'attenzione dei media nazionali e internazionali, estromettendo (2-0) dalla Carabao Cup il Fulham, che era appena ritornato in Premier League.
Il 19 maggio 2024, dopo la vittoria ai play-off per 2 a 0 contro il Crewe Alexandra, ha conquistato la promozione in Football League One.

## Allenatore
- Brian Sparrow (1991-1992)
- Gabriele Cioffi(2018-2019)

## Palmarès

### Competizioni nazionali
- Football Conference: 1

2010-2011
- Southern League: 1

2003-2004
- Southern Football League Cup: 2

2002-2003, 2003-2004

#### Competizioni regionali
- Sussex Senior Challenge Cup: 4

1989-1991, 1990-1991, 2002-2003, 2004-2005

### Altri piazzamenti
- Campionato inglese di quarta divisione:

Terzo posto: 2011-2012
- Southern League:

Secondo posto: 1983-1984
Terzo posto: 1984-1985
Promozione: 1968-1969

## Organico

### Rosa 2024-2025
| N. |                          | Ruolo | Calciatore          |
| -- | ------------------------ | ----- | ------------------- |
| 1  | Ghana (bandiera)         | P     | Joe Wollacott       |
| 2  | Inghilterra (bandiera)   | D     | Kellan Gordon       |
| 3  | Inghilterra (bandiera)   | D     | Dion Conroy         |
| 5  | Inghilterra (bandiera)   | D     | Tony Craig          |
| 6  | Galles (bandiera)        | D     | Joel Lynch          |
| 7  | Inghilterra (bandiera)   | C     | James Tilley        |
| 8  | Inghilterra (bandiera)   | C     | Jack Powell         |
| 10 | Inghilterra (bandiera)   | A     | Ashley Nadesan      |
| 11 | Inghilterra (bandiera)   | D     | Brandon Mason       |
| 12 | Guinea-Bissau (bandiera) | C     | Panutche Camara     |
| 13 | Inghilterra (bandiera)   | P     | Ryan Schofield      |
| 15 | Francia (bandiera)       | D     | Ludwig Francillette |
| 16 | Inghilterra (bandiera)   | D     | Tobi Omole          |
| 18 | Inghilterra (bandiera)   | A     | Jayden Davis        |
| 19 | Inghilterra (bandiera)   | A     | Dom Telford         |
| 20 | Inghilterra (bandiera)   | C     | Ben Gladwin         |
| 22 | Irlanda (bandiera)       | D     | Ben Wells           |

| N. |                        | Ruolo | Calciatore        |
| -- | ---------------------- | ----- | ----------------- |
| 23 | Inghilterra (bandiera) | D     | Travis Johnson    |
| 24 | Inghilterra (bandiera) | A     | Aramide Oteh      |
| 25 | Cipro (bandiera)       | D     | Nick Tsaroulla    |
| 26 | Inghilterra (bandiera) | C     | Szymon Kowalczyk  |
| 27 | Marocco (bandiera)     | C     | Rafiq Khaleel     |
| 28 | Inghilterra (bandiera) | C     | Teddy Jenks       |
| 34 | Giamaica (bandiera)    | P     | Corey Addai       |
| 36 | Inghilterra (bandiera) | C     | Zaid Al Hussaini  |
| 38 | Inghilterra (bandiera) | C     | Tom Fellows       |
| 40 | Inghilterra (bandiera) | P     | Roshan Greensall  |
| 44 | Irlanda (bandiera)     | D     | Mazeed Ogungbo    |
| 50 | Inghilterra (bandiera) | A     | Caleb Chukwuemeka |
|    | Cipro (bandiera)       | C     | Jack Roles        |
|    | Inghilterra (bandiera) | C     | Jack Spong        |
|    | Svezia (bandiera)      | A     | Moe Shubbar       |

### Rosa 2023-2024
| N. |                        | Ruolo | Calciatore          |
| -- | ---------------------- | ----- | ------------------- |
| 1  | Ghana (bandiera)       | P     | Joe Wollacott       |
| 2  | Inghilterra (bandiera) | D     | Kellan Gordon       |
| 3  | Inghilterra (bandiera) | D     | Dion Conroy         |
| 5  | Inghilterra (bandiera) | D     | Tony Craig          |
| 6  | Galles (bandiera)      | D     | Joel Lynch          |
| 7  | Inghilterra (bandiera) | C     | James Tilley        |
| 8  | Inghilterra (bandiera) | C     | Jack Powell         |
| 10 | Inghilterra (bandiera) | A     | Ashley Nadesan      |
| 11 | Inghilterra (bandiera) | D     | Brandon Mason       |
| 12 | Inghilterra (bandiera) | D     | Harry Ransom        |
| 13 | Inghilterra (bandiera) | P     | Ryan Schofield      |
| 15 | Francia (bandiera)     | D     | Ludwig Francillette |
| 16 | Inghilterra (bandiera) | D     | Tobi Omole          |
| 18 | Inghilterra (bandiera) | A     | Jayden Davis        |
| 19 | Inghilterra (bandiera) | A     | Dom Telford         |
| 20 | Inghilterra (bandiera) | C     | Ben Gladwin         |
| 22 | Irlanda (bandiera)     | D     | Ben Wells           |

| N. |                        | Ruolo | Calciatore        |
| -- | ---------------------- | ----- | ----------------- |
| 23 | Inghilterra (bandiera) | D     | Travis Johnson    |
| 24 | Inghilterra (bandiera) | A     | Aramide Oteh      |
| 25 | Cipro (bandiera)       | D     | Nick Tsaroulla    |
| 26 | Inghilterra (bandiera) | C     | Szymon Kowalczyk  |
| 27 | Marocco (bandiera)     | C     | Rafiq Khaleel     |
| 28 | Inghilterra (bandiera) | C     | Teddy Jenks       |
| 34 | Giamaica (bandiera)    | P     | Corey Addai       |
| 36 | Inghilterra (bandiera) | C     | Zaid Al Hussaini  |
| 38 | Inghilterra (bandiera) | C     | Tom Fellows       |
| 40 | Inghilterra (bandiera) | P     | Roshan Greensall  |
| 44 | Irlanda (bandiera)     | D     | Mazeed Ogungbo    |
| 50 | Inghilterra (bandiera) | A     | Caleb Chukwuemeka |
|    | Cipro (bandiera)       | C     | Jack Roles        |
|    | Inghilterra (bandiera) | C     | Jack Spong        |
|    | Svezia (bandiera)      | A     | Moe Shubbar       |

### Rosa 2022-2023
| N. |                        | Ruolo | Calciatore          |
| -- | ---------------------- | ----- | ------------------- |
| 1  | Ghana (bandiera)       | P     | Joe Wollacott       |
| 2  | Inghilterra (bandiera) | D     | Kellan Gordon       |
| 3  | Inghilterra (bandiera) | D     | Dion Conroy         |
| 5  | Inghilterra (bandiera) | D     | Tony Craig          |
| 6  | Galles (bandiera)      | D     | Joel Lynch          |
| 7  | Inghilterra (bandiera) | C     | James Tilley        |
| 8  | Inghilterra (bandiera) | C     | Jack Powell         |
| 10 | Inghilterra (bandiera) | A     | Ashley Nadesan      |
| 11 | Inghilterra (bandiera) | D     | Brandon Mason       |
| 12 | Inghilterra (bandiera) | D     | Harry Ransom        |
| 13 | Inghilterra (bandiera) | P     | Ryan Schofield      |
| 15 | Francia (bandiera)     | D     | Ludwig Francillette |
| 16 | Inghilterra (bandiera) | D     | Tobi Omole          |
| 18 | Inghilterra (bandiera) | A     | Jayden Davis        |
| 19 | Inghilterra (bandiera) | A     | Dom Telford         |
| 20 | Inghilterra (bandiera) | C     | Ben Gladwin         |
| 22 | Irlanda (bandiera)     | D     | Ben Wells           |

| N. |                        | Ruolo | Calciatore        |
| -- | ---------------------- | ----- | ----------------- |
| 23 | Inghilterra (bandiera) | D     | Travis Johnson    |
| 24 | Inghilterra (bandiera) | A     | Aramide Oteh      |
| 25 | Cipro (bandiera)       | D     | Nick Tsaroulla    |
| 26 | Inghilterra (bandiera) | C     | Szymon Kowalczyk  |
| 27 | Marocco (bandiera)     | C     | Rafiq Khaleel     |
| 28 | Inghilterra (bandiera) | C     | Teddy Jenks       |
| 34 | Giamaica (bandiera)    | P     | Corey Addai       |
| 36 | Inghilterra (bandiera) | C     | Zaid Al Hussaini  |
| 38 | Inghilterra (bandiera) | C     | Tom Fellows       |
| 40 | Inghilterra (bandiera) | P     | Roshan Greensall  |
| 44 | Irlanda (bandiera)     | D     | Mazeed Ogungbo    |
| 50 | Inghilterra (bandiera) | A     | Caleb Chukwuemeka |
|    | Cipro (bandiera)       | C     | Jack Roles        |
|    | Inghilterra (bandiera) | C     | Jack Spong        |
|    | Svezia (bandiera)      | A     | Moe Shubbar       |

### Rosa 2021-2022
| N. |                             | Ruolo | Calciatore        |
| -- | --------------------------- | ----- | ----------------- |
| 1  | Inghilterra (bandiera)      | P     | Glenn Morris      |
| 2  | Inghilterra (bandiera)      | D     | Lewis Young       |
| 3  | Irlanda del Nord (bandiera) | D     | Josh Doherty      |
| 4  | Inghilterra (bandiera)      | C     | George Francomb   |
| 5  | Inghilterra (bandiera)      | D     | Joe McNerney      |
| 6  | Inghilterra (bandiera)      | D     | Tom Dallison      |
| 7  | Irlanda (bandiera)          | C     | Reece Grego-Cox   |
| 8  | Inghilterra (bandiera)      | C     | Jack Powell       |
| 9  | Inghilterra (bandiera)      | A     | Ricardo German    |
| 10 | Inghilterra (bandiera)      | A     | Ashley Nadesan    |
| 11 | Inghilterra (bandiera)      | C     | Tyler Frost       |
| 12 | Inghilterra (bandiera)      | C     | Nathan Ferguson   |
| 14 | Inghilterra (bandiera)      | C     | Tarryn Allarakhia |
| 15 | Inghilterra (bandiera)      | D     | Archie Davies     |
| 16 | Inghilterra (bandiera)      | A     | Tom Nichols       |

| N. |                        | Ruolo | Calciatore         |
| -- | ---------------------- | ----- | ------------------ |
| 17 | Inghilterra (bandiera) | D     | Emmanuel Adebowale |
| 18 | Inghilterra (bandiera) | D     | David Sesay        |
| 19 | Inghilterra (bandiera) | D     | Jordan Tunnicliffe |
| 20 | Inghilterra (bandiera) | C     | Sam Matthews       |
| 21 | Inghilterra (bandiera) | C     | Dannie Bulman      |
| 23 | Inghilterra (bandiera) | A     | Sam Ashford        |
| 24 | Inghilterra (bandiera) | D     | Tony Craig         |
| 25 | Cipro (bandiera)       | D     | Nick Tsaroulla     |
| 26 | Polonia (bandiera)     | A     | Brian Galach       |
| 29 | Inghilterra (bandiera) | C     | Jake Hesketh       |
| 32 | Canada (bandiera)      | P     | Tom McGill         |
| 33 | Inghilterra (bandiera) | C     | Henry Burnett      |
| 36 | Inghilterra (bandiera) | A     | Max Watters        |
| 37 | Inghilterra (bandiera) | P     | Stuart Nelson      |
| 39 | Inghilterra (bandiera) | D     | Jake Hessenthaler  |

### Rosa 2020-2021
| N. |                             | Ruolo | Calciatore        |
| -- | --------------------------- | ----- | ----------------- |
| 1  | Inghilterra (bandiera)      | P     | Glenn Morris      |
| 2  | Inghilterra (bandiera)      | D     | Lewis Young       |
| 3  | Irlanda del Nord (bandiera) | D     | Josh Doherty      |
| 4  | Inghilterra (bandiera)      | C     | George Francomb   |
| 5  | Inghilterra (bandiera)      | D     | Joe McNerney      |
| 6  | Inghilterra (bandiera)      | D     | Tom Dallison      |
| 7  | Irlanda (bandiera)          | C     | Reece Grego-Cox   |
| 8  | Inghilterra (bandiera)      | C     | Jack Powell       |
| 9  | Inghilterra (bandiera)      | A     | Ricardo German    |
| 10 | Inghilterra (bandiera)      | A     | Ashley Nadesan    |
| 11 | Inghilterra (bandiera)      | C     | Tyler Frost       |
| 12 | Inghilterra (bandiera)      | C     | Nathan Ferguson   |
| 14 | Inghilterra (bandiera)      | C     | Tarryn Allarakhia |
| 15 | Inghilterra (bandiera)      | D     | Archie Davies     |
| 16 | Inghilterra (bandiera)      | A     | Tom Nichols       |

| N. |                        | Ruolo | Calciatore         |
| -- | ---------------------- | ----- | ------------------ |
| 17 | Inghilterra (bandiera) | D     | Emmanuel Adebowale |
| 18 | Inghilterra (bandiera) | D     | David Sesay        |
| 19 | Inghilterra (bandiera) | D     | Jordan Tunnicliffe |
| 20 | Inghilterra (bandiera) | C     | Sam Matthews       |
| 21 | Inghilterra (bandiera) | C     | Dannie Bulman      |
| 23 | Inghilterra (bandiera) | A     | Sam Ashford        |
| 24 | Inghilterra (bandiera) | D     | Tony Craig         |
| 25 | Cipro (bandiera)       | D     | Nick Tsaroulla     |
| 26 | Polonia (bandiera)     | A     | Brian Galach       |
| 29 | Inghilterra (bandiera) | C     | Jake Hesketh       |
| 32 | Canada (bandiera)      | P     | Tom McGill         |
| 33 | Inghilterra (bandiera) | C     | Henry Burnett      |
| 36 | Inghilterra (bandiera) | A     | Max Watters        |
| 37 | Inghilterra (bandiera) | P     | Stuart Nelson      |
| 39 | Inghilterra (bandiera) | D     | Jake Hessenthaler  |

### Rosa 2019-2020
| N. |                             | Ruolo | Calciatore      |
| -- | --------------------------- | ----- | --------------- |
| 1  | Inghilterra (bandiera)      | P     | Glenn Morris    |
| 2  | Inghilterra (bandiera)      | D     | Lewis Young     |
| 3  | Irlanda del Nord (bandiera) | D     | Josh Doherty    |
| 4  | Inghilterra (bandiera)      | C     | Josh Payne      |
| 5  | Inghilterra (bandiera)      | D     | Joe McNerney    |
| 6  | Irlanda (bandiera)          | D     | Mark Connolly   |
| 7  | Irlanda (bandiera)          | C     | Reece Grego-Cox |
| 8  | Inghilterra (bandiera)      | C     | Jimmy Smith     |
| 9  | Inghilterra (bandiera)      | A     | Ollie Palmer    |
| 10 | Inghilterra (bandiera)      | A     | Dominic Poleon  |
| 11 | Malta (bandiera)            | C     | Luke Gambin     |
| 12 | Turchia (bandiera)          | P     | Yusuf Mersin    |

| N. |                          | Ruolo | Calciatore              |
| -- | ------------------------ | ----- | ----------------------- |
| 14 | Inghilterra (bandiera)   | C     | George Francomb         |
| 15 | Inghilterra (bandiera)   | C     | Ashley Nathaniel-George |
| 16 | Inghilterra (bandiera)   | D     | Joe Maguire             |
| 17 | Inghilterra (bandiera)   | C     | Tarryn Allarakhia       |
| 18 | Inghilterra (bandiera)   | D     | David Sesay             |
| 20 | Francia (bandiera)       | C     | Romain Vincelot         |
| 21 | Inghilterra (bandiera)   | C     | Dannie Bulman           |
| 22 | Portogallo (bandiera)    | D     | Filipe Morais           |
| 25 | Inghilterra (bandiera)   | C     | Mark Randall            |
| 26 | Polonia (bandiera)       | A     | Brian Galach            |
| 28 | Guinea-Bissau (bandiera) | A     | Panutche Camara         |
| 33 | Inghilterra (bandiera)   | D     | Bondz N'Gala            |

### Rosa 2018-2019
| N. |                             | Ruolo | Calciatore      |
| -- | --------------------------- | ----- | --------------- |
| 1  | Inghilterra (bandiera)      | P     | Glenn Morris    |
| 2  | Inghilterra (bandiera)      | D     | Lewis Young     |
| 3  | Irlanda del Nord (bandiera) | D     | Josh Doherty    |
| 4  | Inghilterra (bandiera)      | C     | Josh Payne      |
| 5  | Inghilterra (bandiera)      | D     | Joe McNerney    |
| 6  | Irlanda (bandiera)          | D     | Mark Connolly   |
| 7  | Irlanda (bandiera)          | C     | Reece Grego-Cox |
| 8  | Inghilterra (bandiera)      | C     | Jimmy Smith     |
| 9  | Inghilterra (bandiera)      | A     | Ollie Palmer    |
| 10 | Inghilterra (bandiera)      | A     | Dominic Poleon  |
| 11 | Malta (bandiera)            | C     | Luke Gambin     |
| 12 | Turchia (bandiera)          | P     | Yusuf Mersin    |

| N. |                          | Ruolo | Calciatore              |
| -- | ------------------------ | ----- | ----------------------- |
| 14 | Inghilterra (bandiera)   | C     | George Francomb         |
| 15 | Inghilterra (bandiera)   | C     | Ashley Nathaniel-George |
| 16 | Inghilterra (bandiera)   | D     | Joe Maguire             |
| 17 | Inghilterra (bandiera)   | C     | Tarryn Allarakhia       |
| 18 | Inghilterra (bandiera)   | D     | David Sesay             |
| 20 | Francia (bandiera)       | C     | Romain Vincelot         |
| 21 | Inghilterra (bandiera)   | C     | Dannie Bulman           |
| 22 | Portogallo (bandiera)    | D     | Filipe Morais           |
| 25 | Inghilterra (bandiera)   | C     | Mark Randall            |
| 26 | Polonia (bandiera)       | A     | Brian Galach            |
| 28 | Guinea-Bissau (bandiera) | A     | Panutche Camara         |
| 33 | Inghilterra (bandiera)   | D     | Bondz N'Gala            |

### Rosa 2017-2018
| N. |                             | Ruolo | Calciatore           |
| -- | --------------------------- | ----- | -------------------- |
| 1  | Inghilterra (bandiera)      | P     | Glenn Morris         |
| 2  | Inghilterra (bandiera)      | D     | Lewis Young          |
| 3  | Irlanda del Nord (bandiera) | D     | Josh Doherty         |
| 4  | Inghilterra (bandiera)      | C     | Josh Payne           |
| 5  | Inghilterra (bandiera)      | D     | Joe McNerney         |
| 6  | Irlanda (bandiera)          | D     | Mark Connolly        |
| 7  | Paesi Bassi (bandiera)      | C     | Enzio Boldewijn      |
| 8  | Inghilterra (bandiera)      | C     | Jimmy Smith          |
| 9  | Inghilterra (bandiera)      | A     | Karlan Ahearne-Grant |
| 10 | Inghilterra (bandiera)      | C     | Dean Cox             |
| 11 | Inghilterra (bandiera)      | C     | Jordan Roberts       |
| 12 | Turchia (bandiera)          | P     | Yusuf Mersin         |

| N. |                          | Ruolo | Calciatore      |
| -- | ------------------------ | ----- | --------------- |
| 15 | Galles (bandiera)        | D     | Josh Yorwerth   |
| 17 | Guinea-Bissau (bandiera) | C     | Kaby            |
| 18 | Inghilterra (bandiera)   | C     | Billy Clifford  |
| 19 | Francia (bandiera)       | D     | Cedric Evina    |
| 20 | Inghilterra (bandiera)   | C     | Aryan Tajbakhsh |
| 21 | Inghilterra (bandiera)   | C     | Dannie Bulman   |
| 22 | Kenya (bandiera)         | D     | Josh Lelan      |
| 23 | Paesi Bassi (bandiera)   | A     | Thomas Verheydt |
| 25 | Inghilterra (bandiera)   | C     | Mark Randall    |
| 27 | Paesi Bassi (bandiera)   | C     | Moussa Sanoh    |
| 28 | Guinea-Bissau (bandiera) | A     | Panutche Camara |
| 29 | Polonia (bandiera)       | D     | Nathan Okoye    |

### Rosa 2016-2017
| N. |                        | Ruolo | Calciatore      |
| -- | ---------------------- | ----- | --------------- |
| 2  | Inghilterra (bandiera) | D     | Lewis Young     |
| 3  | Inghilterra (bandiera) | D     | Chris Arthur    |
| 4  | Inghilterra (bandiera) | C     | Josh Payne      |
| 6  | Irlanda (bandiera)     | D     | Mark Connolly   |
| 7  | Paesi Bassi (bandiera) | C     | Enzio Boldewijn |
| 8  | Inghilterra (bandiera) | C     | Jimmy Smith     |
| 9  | Inghilterra (bandiera) | A     | Matt Harrold    |
| 11 | Inghilterra (bandiera) | C     | Jordan Roberts  |
| 12 | Inghilterra (bandiera) | P     | Glenn Morris    |
| 13 | Turchia (bandiera)     | P     | Yusuf Mersin    |
| 14 | Inghilterra (bandiera) | D     | Andre Blackman  |
| 15 | Galles (bandiera)      | D     | Josh Yorwerth   |

| N. |                          | Ruolo | Calciatore      |
| -- | ------------------------ | ----- | --------------- |
| 16 | Inghilterra (bandiera)   | D     | Addison Garnett |
| 17 | Inghilterra (bandiera)   | C     | Bobson Bawling  |
| 18 | Inghilterra (bandiera)   | C     | Billy Clifford  |
| 19 | Irlanda (bandiera)       | A     | James Collins   |
| 20 | Inghilterra (bandiera)   | D     | Aryan Tajbakhsh |
| 22 | Inghilterra (bandiera)   | D     | Joe McNerney    |
| 24 | Guinea-Bissau (bandiera) | C     | Kaby            |
| 25 | Kenya (bandiera)         | D     | Josh Lelan      |
| 28 | Inghilterra (bandiera)   | C     | Dean Cox        |
| 39 | Irlanda (bandiera)       | A     | Rhys Murphy     |
| 44 | Irlanda (bandiera)       | C     | Conor Henderson |

### Rosa 2015-2016
| N. |                        | Ruolo | Calciatore     |
| -- | ---------------------- | ----- | -------------- |
| 1  | Inghilterra (bandiera) | P     | Jack Rose      |
| 2  | Inghilterra (bandiera) | D     | Lanre Oyebanjo |
| 4  | Inghilterra (bandiera) | C     | Simon Walton   |
| 5  | Inghilterra (bandiera) | D     | Joe McNerney   |
| 6  | Inghilterra (bandiera) | D     | Sonny Bradley  |
| 7  | Galles (bandiera)      | C     | Gwion Edwards  |
| 8  | Inghilterra (bandiera) | C     | Jimmy Smith    |
| 9  | Inghilterra (bandiera) | A     | Lee Barnard    |
| 11 | Irlanda (bandiera)     | A     | Liam McAlinden |
| 12 | Galles (bandiera)      | P     | Callum Preston |
| 14 | Inghilterra (bandiera) | D     | Lewis Young    |

| N. |                        | Ruolo | Calciatore         |
| -- | ---------------------- | ----- | ------------------ |
| 15 | Irlanda (bandiera)     | A     | Shamir Fenelon     |
| 16 | Inghilterra (bandiera) | D     | Jon Ashton         |
| 17 | Inghilterra (bandiera) | C     | Bobson Bawling     |
| 18 | Inghilterra (bandiera) | A     | Matt Harrold       |
| 20 | Inghilterra (bandiera) | C     | Roarie Deacon      |
| 21 | Inghilterra (bandiera) | A     | Gavin Tomlin       |
| 22 | Inghilterra (bandiera) | C     | Andy Bond          |
| 24 | Irlanda (bandiera)     | C     | Frankie Sutherland |
| 25 | Galles (bandiera)      | D     | Josh Yorwerth      |
| 30 | Inghilterra (bandiera) | C     | Lyle Della Verde   |
| 31 | Irlanda (bandiera)     | D     | Charles Dunne      |

### Rosa delle stagioni passate
- stagione 2014-2015